# Chemin philosophique
Le Chemin philosophique est un parcours de promenade belge jalonné de citations philosophiques.

## Mise en œuvre
Lors de la construction du Ravel en 2007 (RaVel 2 - HASTIERE-NAMUR), la Maison de la Laïcité "Pierre de Meuse" de Profondeville a fait installer le long de la Meuse une série de pierres gravées de citations, formant le Chemin philosophique.

## Contenu
Du Nord au Sud, on peut y lire des citations d'André Comte-Sponville, T. Van Humbeek, Elie Wiesel, Paul Valéry, Condorcet, Zeno, Emmanuel Kant, Victor Hugo, Anatole France, Madame de Genlis, Delphine Lamotte, Ernest Renan, Francis Bacon, Beaumarchais, Blaise Pascal, Jean Rostand, Léopold Sédar Senghor et Vercors.

## Intérêt
Ce chemin philosophique est unique en Belgique.